# Chāh-e Ḩoseyn Jamāl
Chāh-e Ḩoseyn Jamāl (persiska: چاهِ ءُسِين جَمال, چاه ءُسِين جَمال, شاه ءُسِين جَمال, چاه حسین جمال, Chāh-e ’oseyn Jamāl) är en ort i Iran.   Den ligger i provinsen Bushehr, i den södra delen av landet, 800 km söder om huvudstaden Teheran. Chāh-e Ḩoseyn Jamāl ligger 17 meter över havet och antalet invånare är 231.
Terrängen runt Chāh-e Ḩoseyn Jamāl är huvudsakligen platt, men västerut är den kuperad. Terrängen runt Chāh-e Ḩoseyn Jamāl sluttar österut. Runt Chāh-e Ḩoseyn Jamāl är det glesbefolkat, med 17 invånare per kvadratkilometer. Närmaste större samhälle är Kākī, 12,0 km nordost om Chāh-e Ḩoseyn Jamāl. Trakten runt Chāh-e Ḩoseyn Jamāl är ofruktbar med lite eller ingen växtlighet.